# 広島高速交通
広島高速交通株式会社（ひろしまこうそくこうつう、英: Hiroshima Rapid Transit Co., Ltd.）は、広島県広島市で自動案内軌条式旅客輸送システム (AGT) 路線「アストラムライン」を運営している鉄道事業者。広島市などの出資による第三セクター方式で設立された、第三セクター鉄道の一つである。本社所在地は広島県広島市安佐南区長楽寺二丁目12番1号。
中国・四国地方の鉄道会社で初めて自動改札機を導入した会社であり、当時は地元メディアで話題となった。

## 愛称とマーク
路線の愛称は「アストラムライン」。「明日」と電車を意味する「トラム」からの造語である。通称は「アストラムライン」や「アストラム」である。また、地域住民はさらに縮めて「アトム」と呼称する。
16個の丸が規則正しく並んだマークを採用している。丸は「生命、地球、平和」を、丸の規則正しい配列は「ひと・こころの集まり」および「安全、快適」を表している。色は原則橙色であるが、橙色が背景となる車体側部や駅入口看板等では黒色の丸が描かれる。

## 歴史
- 1987年（昭和62年）12月1日 - 設立[1]。
- 1988年（昭和63年）
  - 3月14日 - 県庁前 - 長楽寺間の敷設特許と本通 - 県庁前間の敷設免許を申請[1]。
  - 8月22日 - 敷設特許と敷設免許が交付[1]。
- 1989年（平成元年）2月28日 - 工事着手。
- 1990年（平成2年）10月8日 - 長楽寺 - 広域公園間の軌道敷設特許を申請[1]。翌年3月5日特許が交付[1]。
- 1991年（平成3年）
  - 3月14日 - 広島市安佐南区の高架橋建設工事現場で15人が死亡、8人が負傷する橋桁落下事故（詳細は広島新交通システム橋桁落下事故を参照）[1]。
  - 10月 - 長楽寺 - 広域公園間の工事着手。
- 1994年（平成6年）8月20日 - 広島新交通1号線 本通 - 広域公園前間が開業[1]。
- 1999年（平成11年）3月20日 - 急行列車の運転開始[1]。
- 2004年（平成16年）3月20日 - 急行列車を廃止[1]。
- 2005年（平成17年）8月22日 - 総輸送人員が2億人を達成。
- 2007年（平成19年）4月2日 - 一番前と一番後ろの車両を終日「携帯電話電源オフ車両」に設定[6]。
- 2008年（平成20年） - 11月よりIC対応の新型自動改札機に順次入れ替え開始。
- 2009年（平成21年）8月8日 - IC乗車券PASPYを導入し、ICOCAも利用可能となる[7]。
- 2010年（平成22年）4月1日 - 広島市交通科学館の指定管理者となる[8]。
- 2014年（平成26年）8月20日 - 広島新交通1号線が開業20周年を迎え、アニバーサリートレイン運行や車両基地見学会などの記念イベントを実施[9]。
- 2015年（平成27年）3月13日 - この日の営業を以て携帯電話電源オフ車両の取り扱いを廃止[6]。広島高速交通での廃止を以って、日本国内の鉄道事業者全てで同車両の取り扱いが終了した。
- 2018年（平成30年）3月17日 - 交通系ICカード全国相互利用サービスに対応[10]。ただし、ICOCA以外の9種のカードはチャージ不可[11]。
- 2024年（令和6年）
  - 4月 - 7月 - PASPYからICOCAへのシステム切替に対応するため、全駅の券売機（一部を除く）・精算機を順次更新。新型機では、10種の全国相互利用交通系ICカードがチャージ可能（精算機は精算も可能）となる一方、PASPYは非対応となる[12][13]。
  - 5月31日 - PASPYの発売終了[14]。
  - 6月1日 - ICOCA発売開始・ICOCA定期券を導入[15]。
  - 11月30日 - PASPYのサービス終了[14]。

## 路線
駅の一覧・運行形態は以下の項目を参照のこと。
- 広島新交通1号線 本通 - 広域公園前 18.4 km（キロメートル）

## 車両
2025年5月19日時点で以下の車両が在籍している（あるいは在籍していた）。
なお、長楽寺の車庫から本線への取り付け部がデルタ線となっており、入出庫時の向き（広域公園向き、または本通り向き）により、編成の向きは一定していない。

### 現有車両
- 7000系 - 24編成を導入。2020年運用開始[16]。

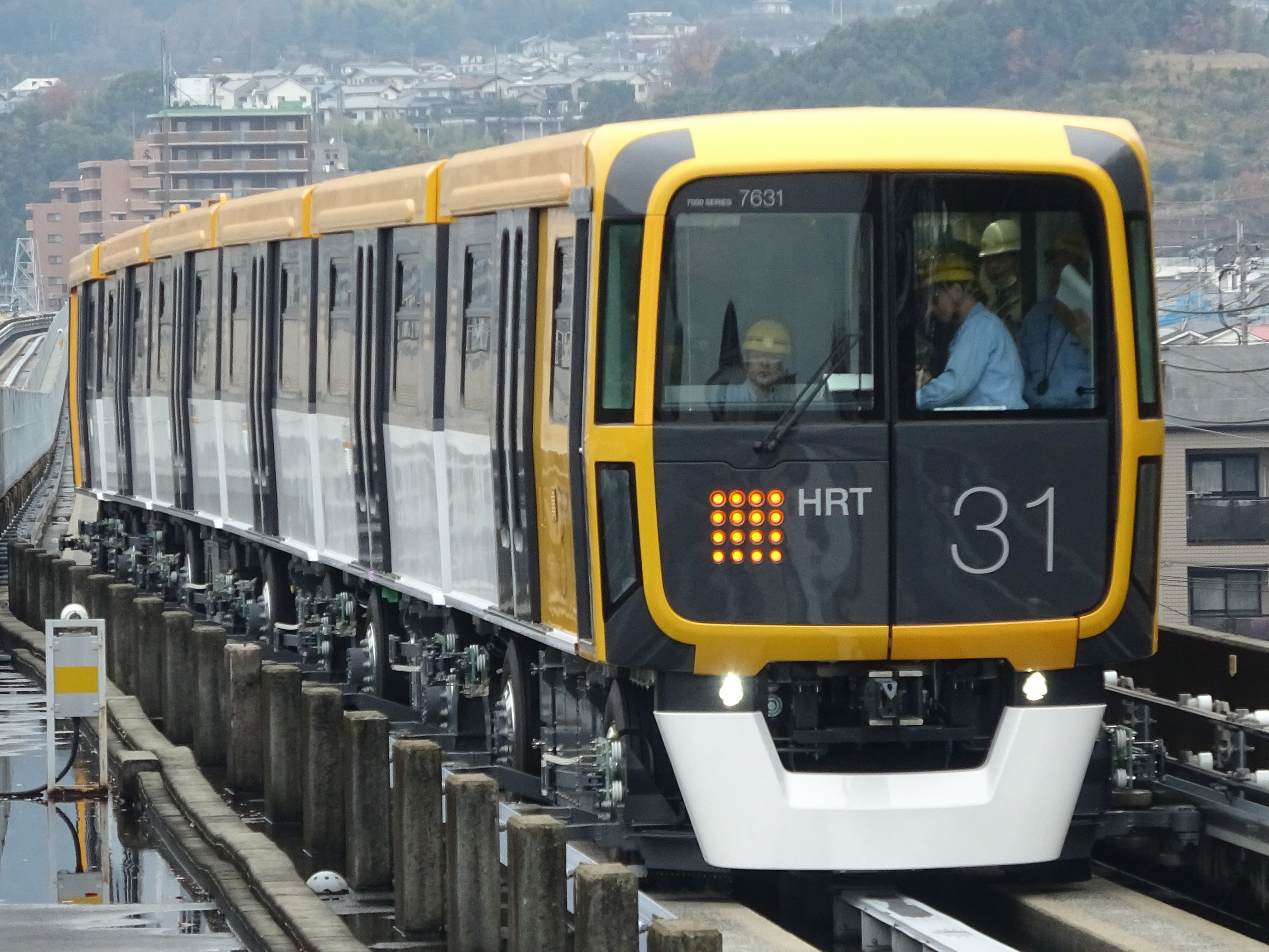
7000系

### 過去の車両
- 1000系 - 1999年運用開始[17]。1編成（24番）が在籍していた。2020年運用終了。
- 6000系 - 1994年の開業時からの車両。23編成が在籍していた。2025年運用終了[18]。

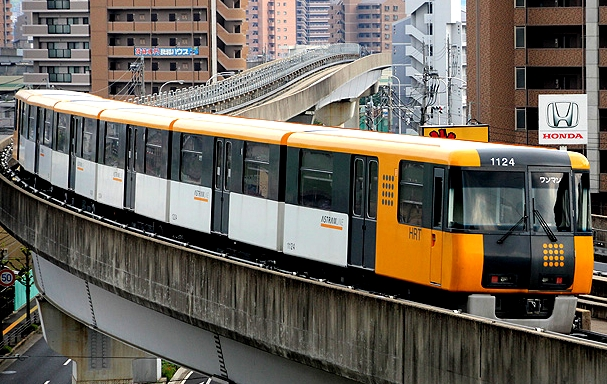
1000系
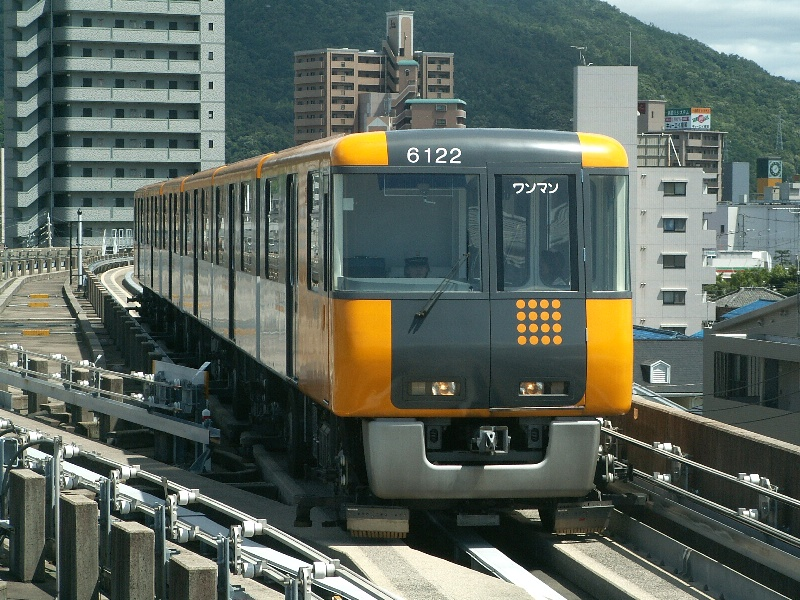
6000系

## 運賃
大人普通旅客運賃（小児は半額・10円未満切り上げ）。2019年10月1日改定。
| 区数       | 運賃（円） |
| ---------- | ---------- |
| 初乗り2 km | 190        |
| 3 - 4      | 230        |
| 5 - 6      | 270        |
| 7 - 9      | 320        |
| 10 - 12    | 370        |
| 13 - 15    | 410        |
| 16 - 18    | 450        |
| 19 km      | 490        |

- 交通系ICカード全国相互利用サービスに対応する10種類のカードが利用できる。
- アストラムラインの各駅で発売される乗車券は、多くの他の鉄道会社と同じく「本通→320円」というような金額式の表記であるが、PASPY対応自動券売機の導入以前は、「本通→大町」という発駅と着駅を示した表記になっていた。そのため、以前は運賃が同じでも下車駅が異なると出場時に自動改札機の扉が閉まるので注意を要していた（ただし自動精算機に通すと、0円券が返ってくるのでそれで出場できた）。